# Edgar Buchanan
Edgar Buchanan (Humansville, Missouri, 20 de março de 1903 - Palm Desert, Califórnia, 4 de abril de 1979) foi um ator norte-americano, especializado em papéis característicos, geralmente em faroestes.

## Vida e carreira
Aos sete anos, Buchanan mudou-se com a família para o Oregon, onde, seguindo os passos do pai, formou-se em odontologia. Dedicou-se à profissão primeiramente em Eugene, Oregon, e depois em Altadena, na Califórnia. Nessa cidade juntou-se a uma companhia teatral, onde descobriu sua queda pela arte de representar. Finalmente, em 1939, estreou no cinema no drama criminal B My Son Is Guilty. Abandonou o jaleco de dentista logo em seguida, ainda que seus conhecimentos na área tenham sido aproveitados mais de uma vez para tratar de colegas nos sets de filmagem.
Com sua voz rouca e barba por fazer, Buchanan apareceu como (coadjuvante/secundária) em mais de cem filmes, frequentemente nos papéis de juízes perversos, banqueiros beberrões, velhos xerifes, vilões sanguinários, vagabundos filósofos ou, simplesmente, amigo do mocinho. De sua filmografia, composta por faroestes na maior parte, destacam-se produções como Sete Homens Maus (The Walking Hills, 1949), O Caminho do Diabo (The Devil's Doorway, 1950),  Os Brutos Também Amam (Shane, 1953), Comancheros (The Comancheros, 1961) e Pistoleiros do Entardecer (Ride the High Country, 1962). Trabalhou ao lado do astro Glenn Ford em treze filmes, entre eles No Velho Colorado (The Man from Colorado, 1948), Escravos da Ambição (Lust for Gold, 1949), O Irresistível Forasteiro (The Sheepman, 1958) e Cimarron (Cimarron, 1960).
Na televisão estrelou a série Judge Roy Bean e brilhou em Petticoat Junction, que durou sete anos. Também apareceu em diversos episódios de O Homem do Rifle, O Fazendeiro do Asfalto, Laramie e inúmeras outras.
Buchanan despediu-se das câmeras em 1974, no filme Benji/Benji. Casou-se uma única vez, com a também dentista Mildred Marguerite Spence, com quem teve um filho. Faleceu vítima de derrame cerebral, aos 76 anos de idade.

## Filmografia
| Ano  | Nome original                        | Nome PT/BR                                   | Nome PT/PT             | Notas                |
| ---- | ------------------------------------ | -------------------------------------------- | ---------------------- | -------------------- |
| 1939 | My Son Is Guilty                     |                                              |                        |                      |
| 1940 | Arizona                              | A Amazona de Tucson                          |                        |                      |
| 1940 | Too Many Husbands                    | Maridos em Profusão                          |                        |                      |
| 1940 | Three Cheers for the Irish           | Fogo nas Veias                               |                        |                      |
| 1940 | When the Daltons Rode                | A Vingança dos Daltons                       |                        |                      |
| 1940 | The Doctor Takes a Wife              | Esposa de Mentira                            |                        |                      |
| 1940 | Escape to Glory                      | Rumo ao Oeste                                |                        |                      |
| 1940 | The Sea Hawk                         | O Gavião do Mar                              |                        |                      |
| 1940 | Tear Gas Squad                       |                                              |                        |                      |
| 1941 | The Richest Man in Town              |                                              |                        |                      |
| 1941 | Penny Serenade                       | Serenata Prateada                            |                        |                      |
| 1941 | Texas                                | Gloriosa Vingança                            |                        |                      |
| 1941 | You Belong to Me                     | Você Me Pertence                             |                        |                      |
| 1941 | Her First Beau                       |                                              |                        |                      |
| 1942 | The Talk of the Town                 | E A Vida Continua                            |                        |                      |
| 1942 | Tombstone, the Town Too Tough to Die | O Homem do Perigo                            |                        |                      |
| 1943 | City Without Men                     | Cidade sem Homens                            |                        |                      |
| 1943 | The Desperadoes                      | Império da Desordem                          |                        |                      |
| 1943 | Destroyer                            | Destroyer                                    |                        |                      |
| 1943 | Good Luck, Mr. Yeats                 | A Injúria                                    |                        |                      |
| 1944 | The Impatient Years                  | Duas Vezes Lua-de-Mel                        |                        |                      |
| 1944 | Buffalo Bill                         | Buffalo Bill                                 |                        |                      |
| 1944 | Bride by Mistake                     | E o Amor Nasceu                              |                        |                      |
| 1944 | The Strange Affair                   |                                              |                        |                      |
| 1945 | The Fighting Swordsman               | A Espada Vingadora                           |                        |                      |
| 1946 | The Bandit of Sherwood Forest        | O Filho de Robin Hood                        |                        |                      |
| 1946 | If I'm Lucky                         | Se Eu Fosse Feliz                            | A Canção da Felicidade |                      |
| 1946 | Renegades                            | Bandoleiros                                  |                        |                      |
| 1946 | Perilous Holiday                     | Dinheiro Perigoso                            |                        |                      |
| 1946 | The Walls Came Tumbling Down         |                                              |                        |                      |
| 1946 | Abilene Town                         | Rua dos Conflitos                            | Alvorada de Fogo       |                      |
| 1947 | Framed                               | Paula                                        |                        |                      |
| 1947 | The Sea of Grass                     | Mar Verde                                    |                        |                      |
| 1947 | The Swordsman                        | O Espadachim                                 |                        |                      |
| 1948 | Adventures in Silverado              |                                              |                        |                      |
| 1948 | Best Man Wins                        | Só os Fortes Triunfam                        |                        |                      |
| 1948 | The Black Arrow                      | Coração de Leão                              |                        |                      |
| 1948 | The Wreck of the Hesperus            |                                              |                        |                      |
| 1948 | Coroner Creek                        | Águas Sangrentas                             | Terras Sombrias        |                      |
| 1948 | The Untamed Breed                    |                                              |                        |                      |
| 1948 | The Man from Colorado                | No Velho Colorado                            |                        |                      |
| 1949 | Red Canyon                           | Escrava do Ódio                              |                        |                      |
| 1949 | Any Number Can Play                  | Quando Morre Uma Ilusão                      |                        |                      |
| 1949 | Lust for Gold                        | Escravos da Ambição                          |                        |                      |
| 1949 | The Walking Hills                    | Sete Homens Maus                             |                        |                      |
| 1950 | Devil's Doorway                      | O Caminho do Diabo                           |                        |                      |
| 1950 | Cheaper by the Dozen                 | Papai Batuta                                 |                        |                      |
| 1950 | The Big Hangover                     | A Verdade Não Se Diz                         |                        |                      |
| 1950 | Cargo to Capetown                    | Através do Furacão                           |                        |                      |
| 1951 | The Great Missouri Raid              | A Vingança de Jesse James                    |                        |                      |
| 1951 | Silver City                          | Prata Maldita                                |                        |                      |
| 1951 | Rawhide                              | Correio do Inferno                           |                        |                      |
| 1951 | Cave of Outlaws                      | O Segredo da Caverna                         |                        |                      |
| 1952 | Flaming Feather                      | Flechas Incendiárias                         |                        |                      |
| 1952 | Wild Stallion                        | Potro Indomável                              |                        |                      |
| 1952 | The Big Trees                        | Floresta Maldita                             |                        |                      |
| 1952 | Toughest Man in Arizona              | Chamas da Ambição                            |                        |                      |
| 1953 | It Happens Every Thursday            | O Amor Resolve Tudo                          |                        |                      |
| 1953 | Shane                                | Os Brutos Também Amam                        |                        |                      |
| 1954 | She Couldn't Say No                  | Bonita e Audaciosa                           |                        |                      |
| 1954 | Make Haste to Live                   | Ódio Que Não Perdoa                          |                        |                      |
| 1954 | Human Desire                         | Desejo Humano                                |                        |                      |
| 1954 | Dawn at Socorro                      | Dinastia do Terror                           |                        |                      |
| 1954 | Destry                               | Antro da Perdição                            |                        |                      |
| 1955 | Rage at Dawn                         | Homens Que São Feras                         |                        |                      |
| 1955 | Wichita                              | Choque de Ódios                              |                        |                      |
| 1955 | The Silver Star                      |                                              |                        |                      |
| 1955 | The Lonesome Trail                   |                                              |                        |                      |
| 1956 | Come Next Spring                     | Quando a Primavera Voltar                    |                        |                      |
| 1957 | Spoilers of the Forest               | Floresta Ensanguentada                       |                        |                      |
| 1958 | The Sheepman                         | O Irresistível Forasteiro                    |                        |                      |
| 1958 | Day of the Bad Man                   | Na Fúria de uma Sentença                     |                        |                      |
| 1959 | King of the Wild Stallions           | Fúria Negra                                  |                        |                      |
| 1959 | It Started With a Kiss               | Começou com um Beijo                         |                        |                      |
| 1959 | Hound-Dog Man                        | Uma Dívida de Amor                           |                        |                      |
| 1959 | Edge of Eternity                     | Covil da Morte                               |                        |                      |
| 1960 | Four Fast Guns                       |                                              |                        |                      |
| 1960 | Cimarron                             | Cimarron                                     |                        |                      |
| 1960 | Stump Run                            |                                              |                        |                      |
| 1960 | Chartroose Caboose                   |                                              |                        |                      |
| 1961 | The Devil's Partner                  |                                              |                        |                      |
| 1961 | The Comancheros                      | Comancheros                                  |                        |                      |
| 1961 | Tammy Tell me True                   | Com Amor no Coração                          |                        |                      |
| 1962 | Ride the High Country                | Pistoleiros do Entardecer                    |                        |                      |
| 1963 | Donovan's Reef                       | O Aventureiro do Pacífico                    |                        |                      |
| 1963 | A Ticklish Affair                    | Operação Matrimônio                          |                        |                      |
| 1963 | Move Over, Darling                   | Ele, Ela e a Outra                           |                        |                      |
| 1963 | McLintock!                           | Quando um Homem É Homem                      |                        |                      |
| 1965 | The Man from Button Willow           |                                              |                        | Animação; apenas voz |
| 1965 | The Rounders                         | Ginetes Intrépidos                           |                        |                      |
| 1966 | Gunpoint                             | Matar ou Cair                                |                        |                      |
| 1967 | Welcome to Hard Times                | O Homem com a Morte nos Olhos                |                        |                      |
| 1969 | Angel in My Pocket                   | Um Anjo em Meu Bolso                         |                        |                      |
| 1969 | Something for a Lonely Man           |                                              |                        | TV                   |
| 1969 | The Over-the-Hill Gang               | Esses Indomáveis Xerifes Quarentões          |                        | TV                   |
| 1970 | The Over-the-Hill Gang Rides Again   | Os Patrulheiros Aposentados Atacam Outra Vez |                        | TV                   |
| 1971 | Yuma                                 | Yuma                                         |                        | TV                   |
| 1974 | Benji                                | Benji                                        |                        |                      |